# Biserica Sfânta Treime din Ghimbav

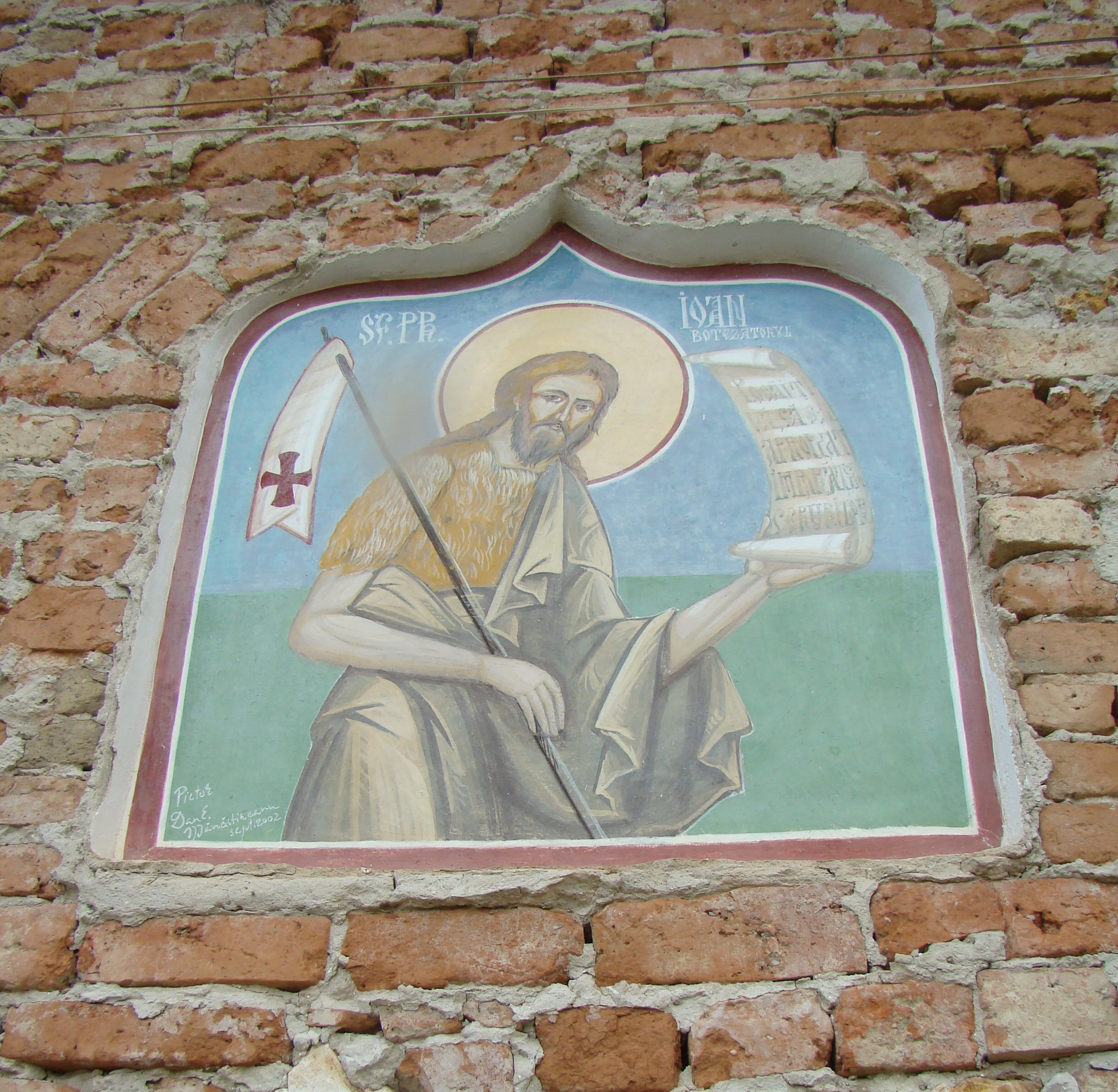
Ioan Botezătorul

Biserica Sfânta Treime este un monument istoric aflat pe teritoriul orașului Ghimbav. În Repertoriul Arheologic Național, monumentul apare cu codul  40223.04.

## Localitatea
Ghimbav (în dialectul săsesc Wedjebich, în germană Weidenbach, în maghiară Vidombák) este un oraș în județul Brașov, Transilvania, România. Prima mențiune documentară este din anul 1342.

## Biserica
În data de 6 iunie 1773 împăratul Iosif al II-lea a venit pentru prima dată la Brașov și a înnoptat la Ghimbav, într-o casă din apropierea bisericii fortificate. La cererea unei delegații de români ortodocși, a aprobat construirea bisericii ortodoxe din Ghimbav.
Biserica a fost construită în anul 1780 din piatră brută și cărămidă. Pe piatra principală din piciorul Sfintei Mese este încrustată data de 10 iulie 1780. Realizarea acesteia a fost posibilă prin donația făcută de negustorul brașovean Ioan Boghici, librar și editor de cărți, cei care au lucrat la biserică fiind enoriașii parohiei.
Biserica a fost sfințită în ziua de 7 iulie 1781, pe vremea păstoririi episcopului Sofronie Chirilovici, cu puțin timp înainte de adoptarea Edictelor iozefine de toleranță religioasă.  
Turnul a fost adăugat abia în anul 1830, măsoară 15 metri și este realizat din cărămidă. Biserica are o lungime de 15 m și o lățime de 9 m la abside și 6 m la navă. Pronaosul este separat de naos printr-un zid cu trei deschideri. Șarpanta este din lemn, iar acoperișul este din țiglă solzi.
Pictura în tehnica frescă a fost realizată în anul 1961, de pictorul Iosif M. Vasu, iar în anul 1983 a fost restaurată de același pictor.
În pridvor, pe peretele cu ușa de intrare în pronaos, s-a păstrat o pictură din 1814, executată de zugravul Nicolae, reprezentând raiul și iadul.

## Imagini

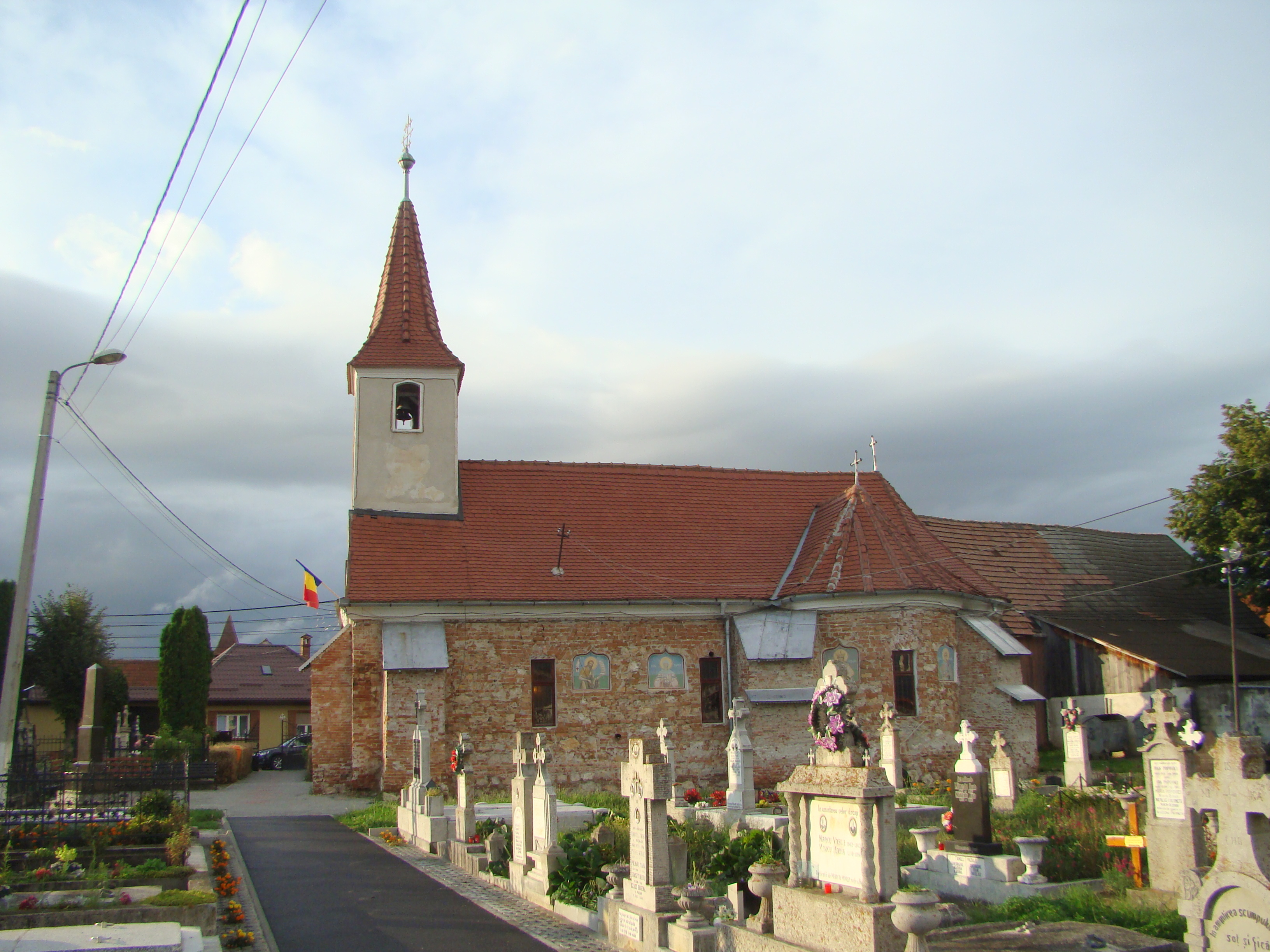
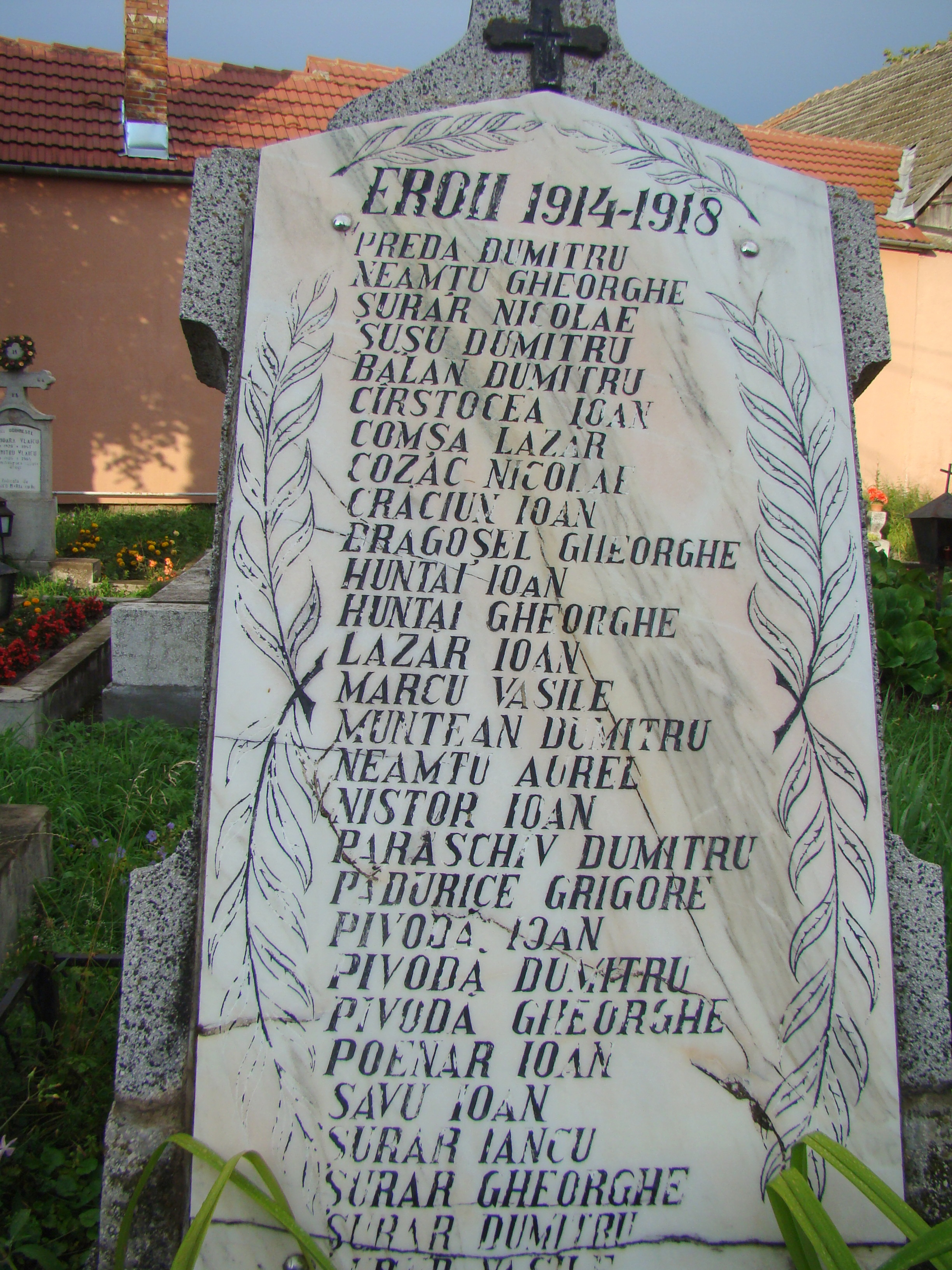
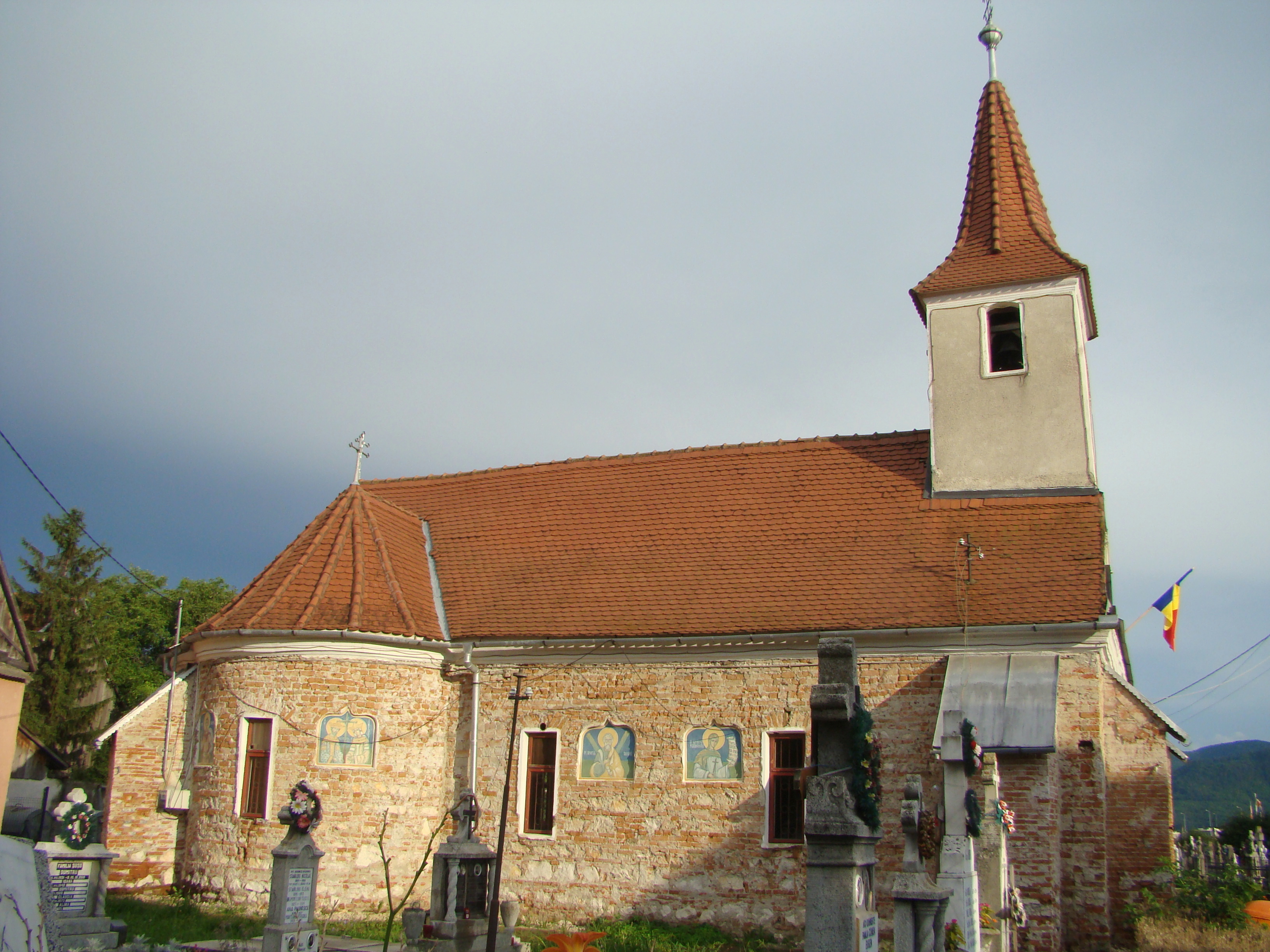
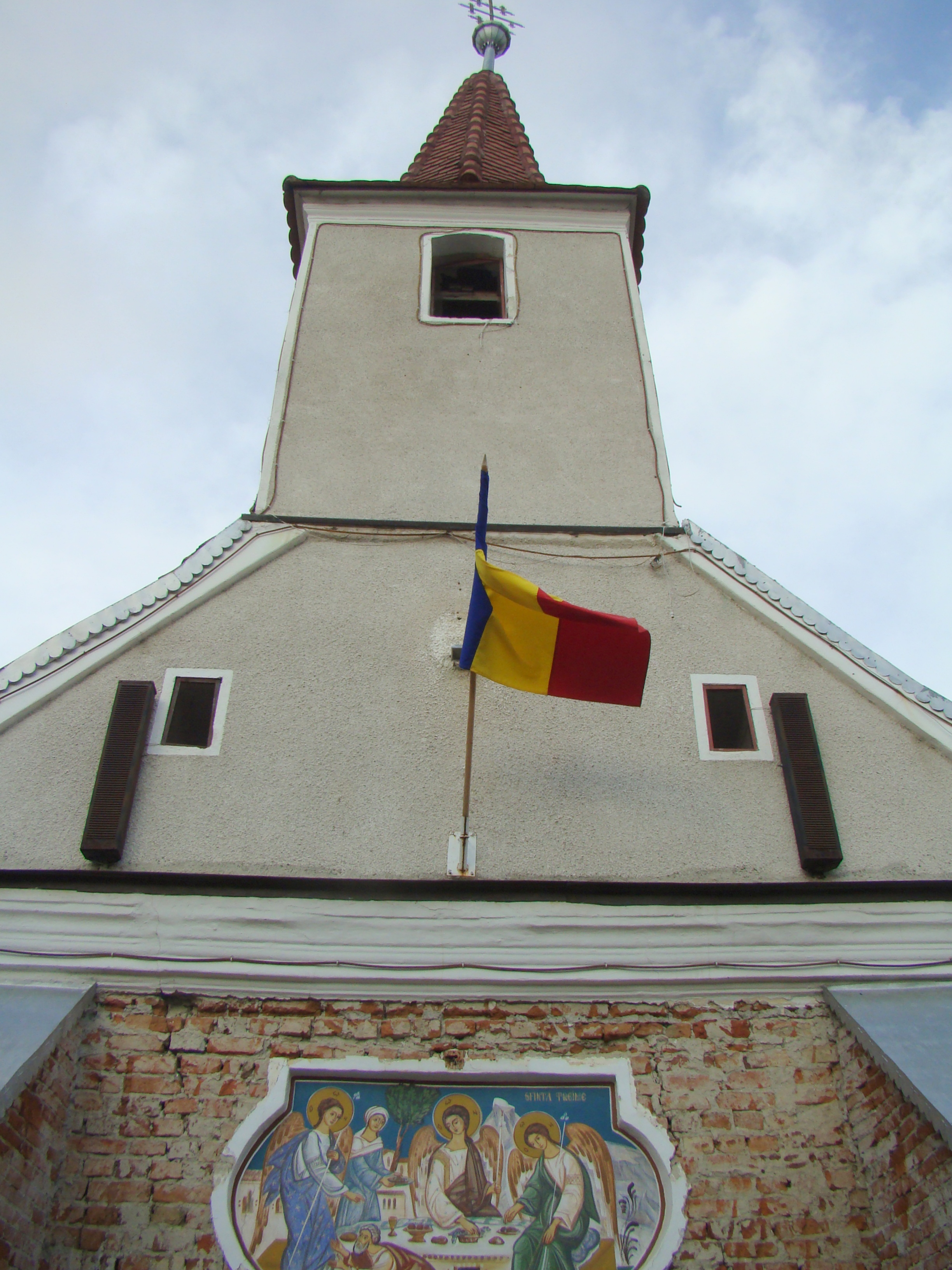
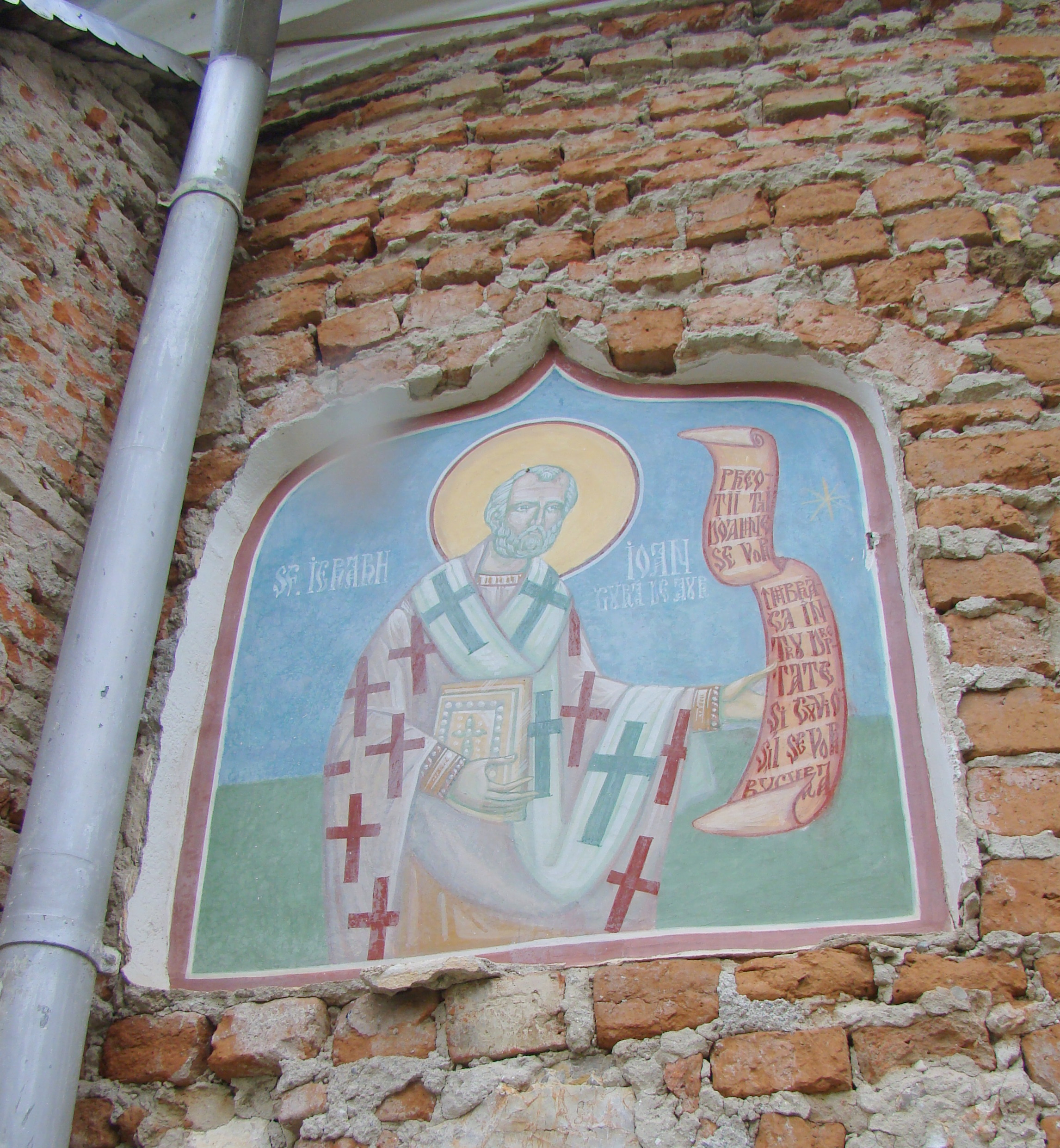
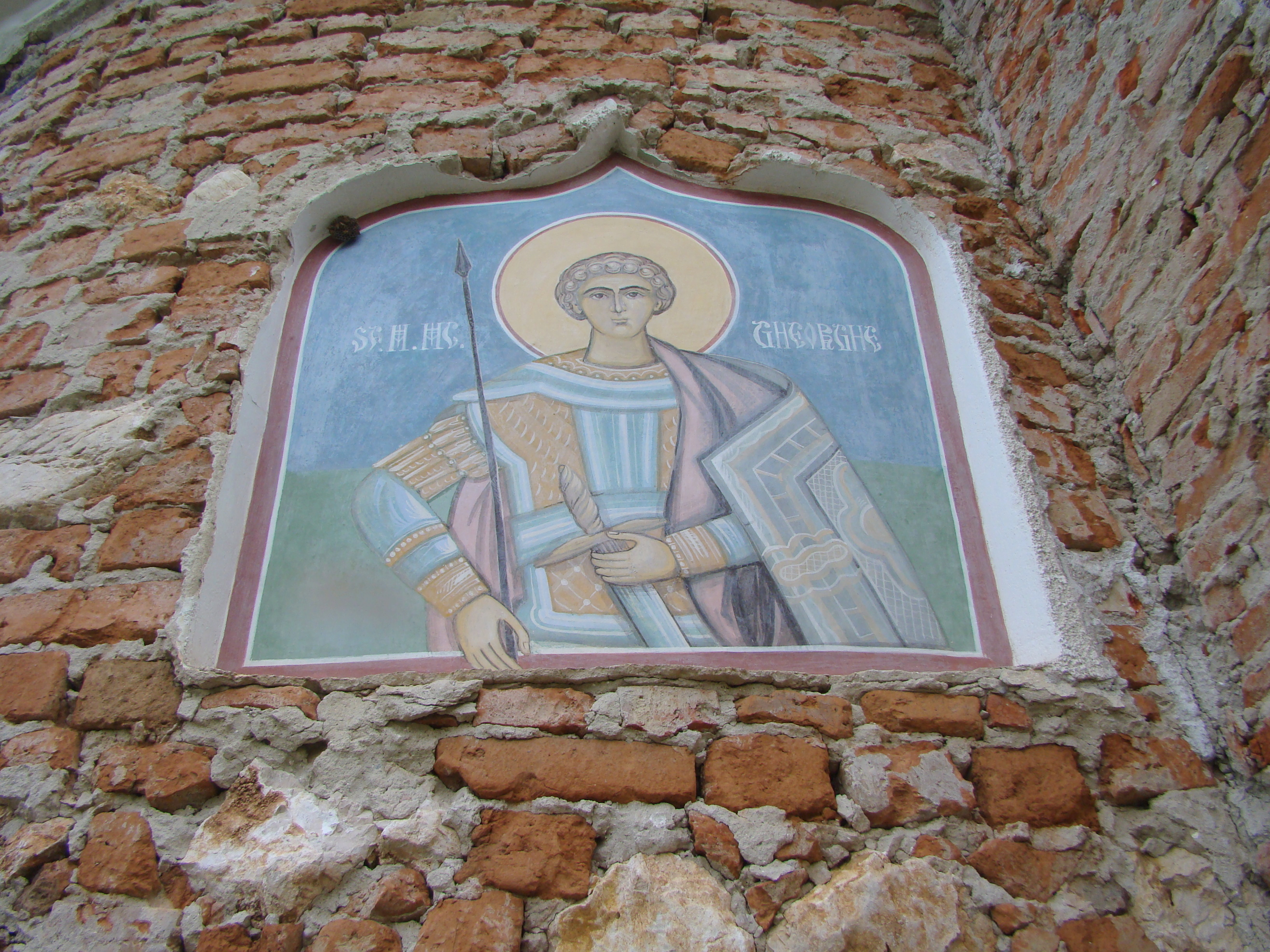
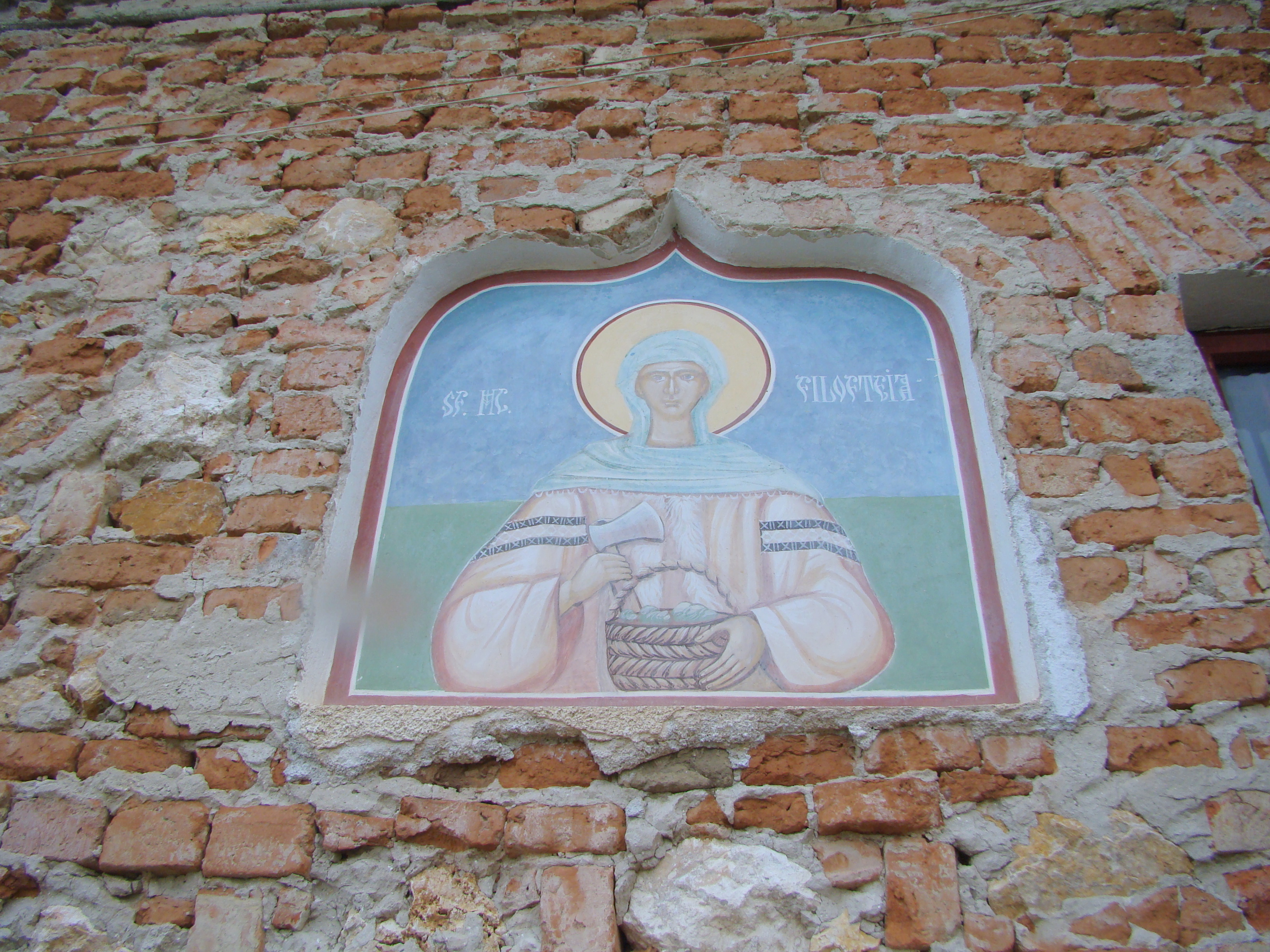
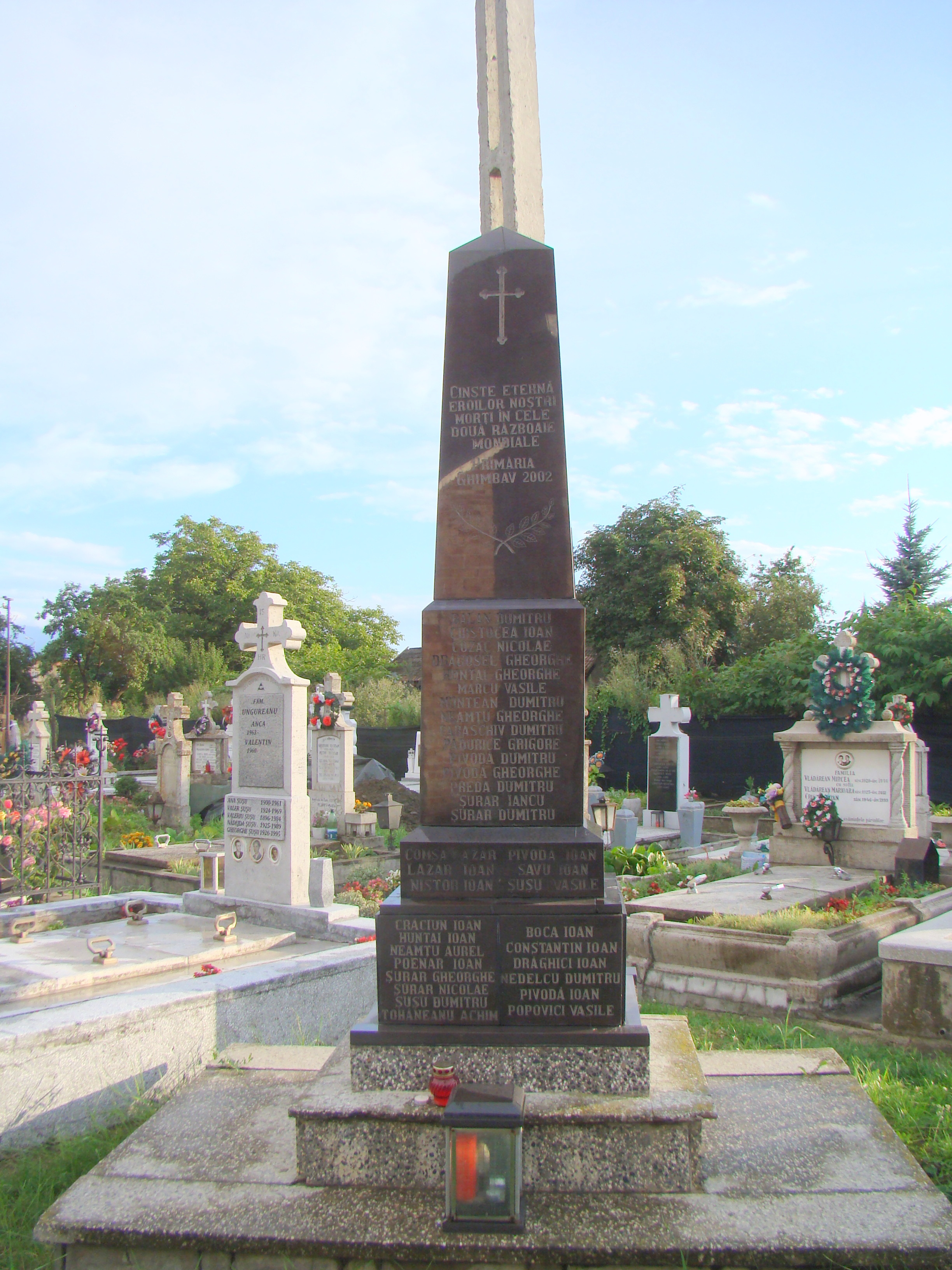
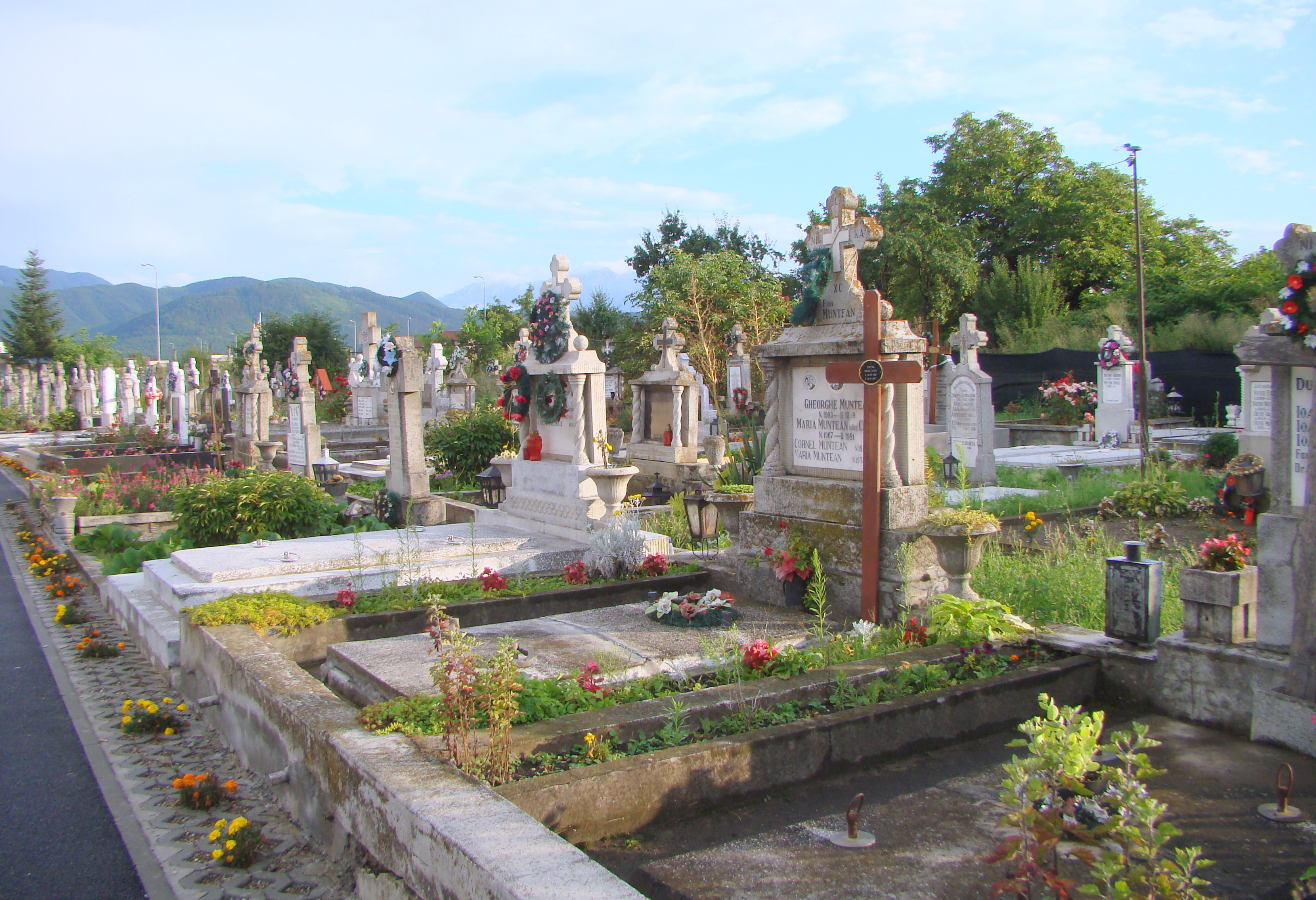
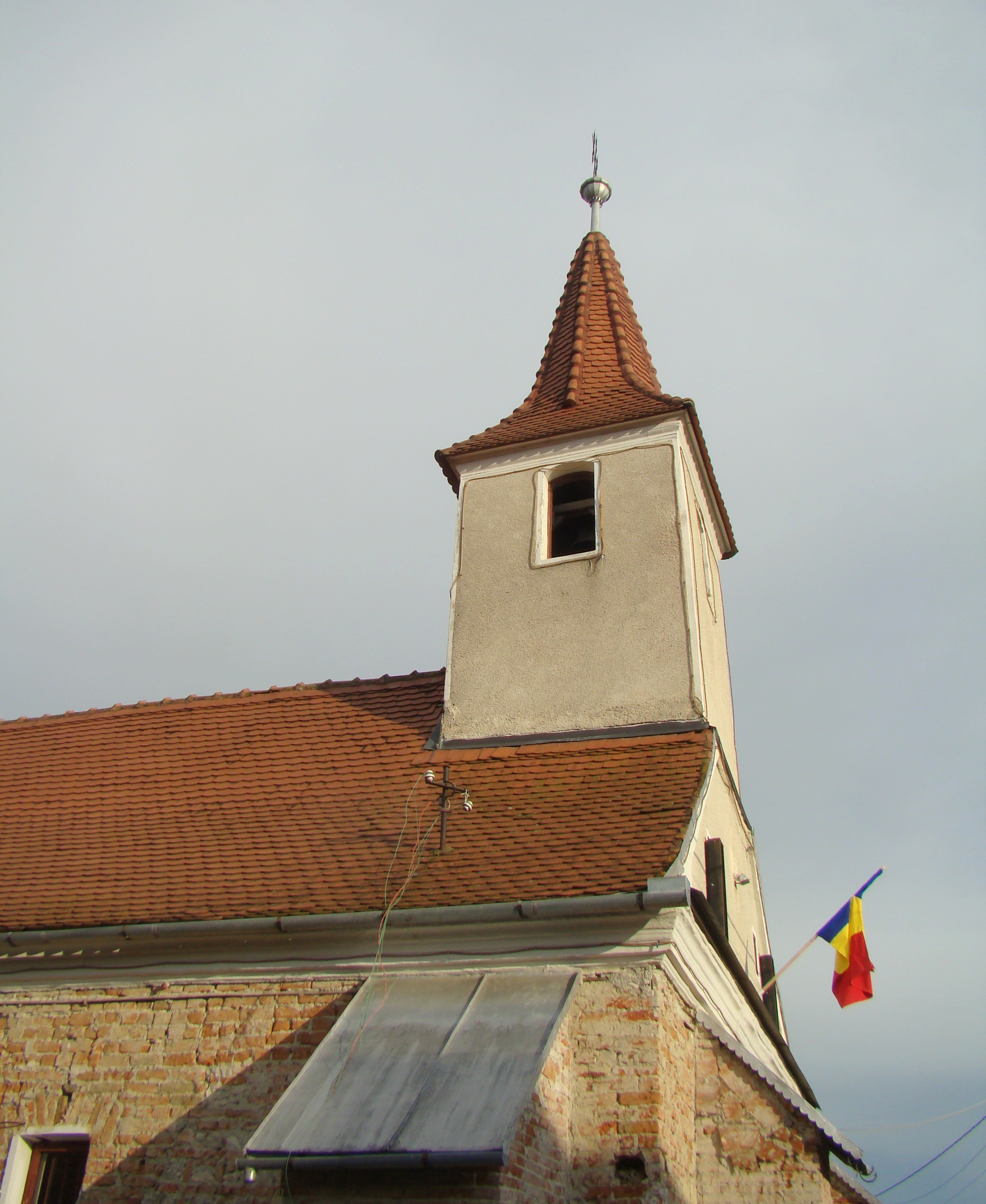
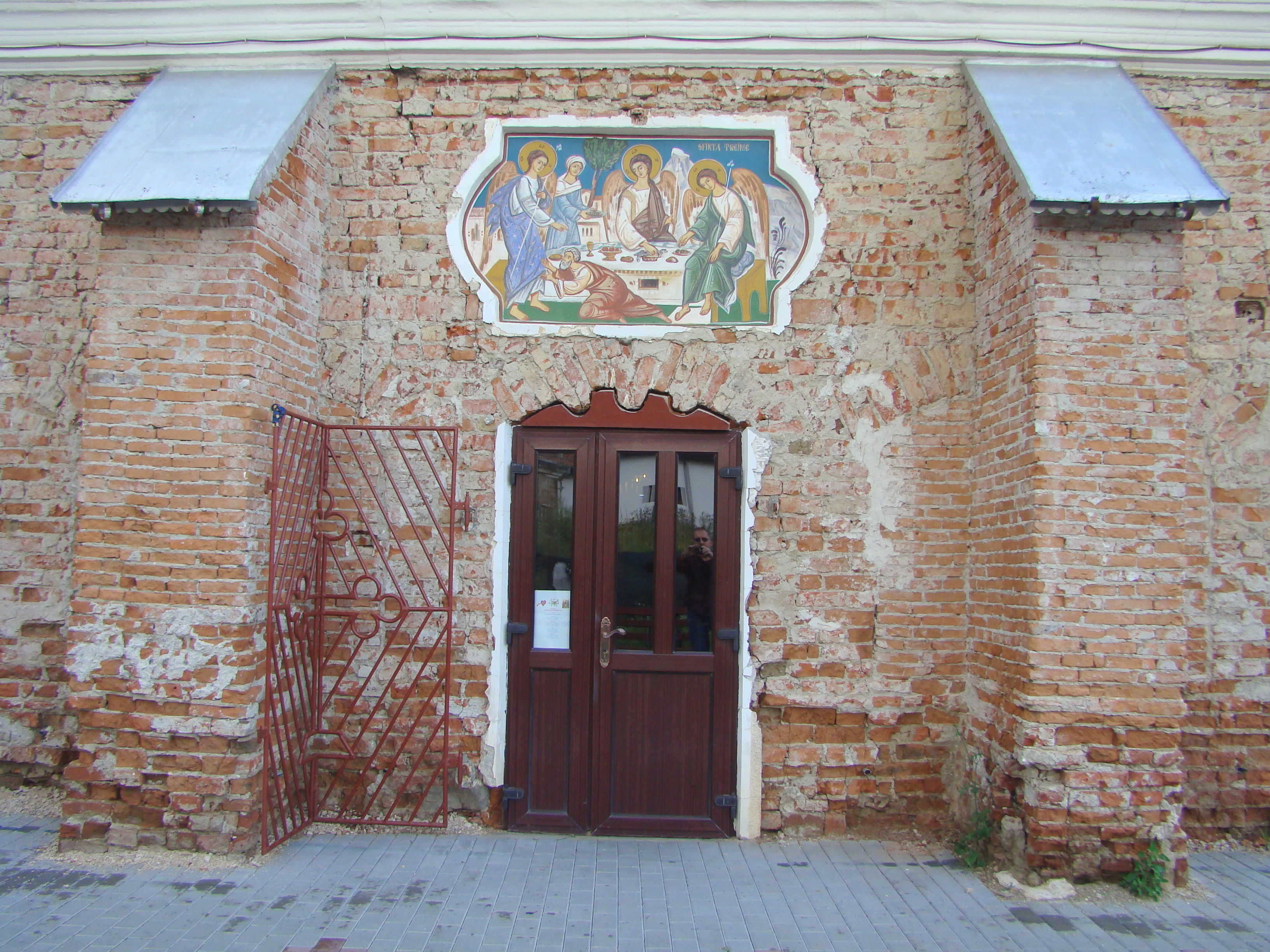
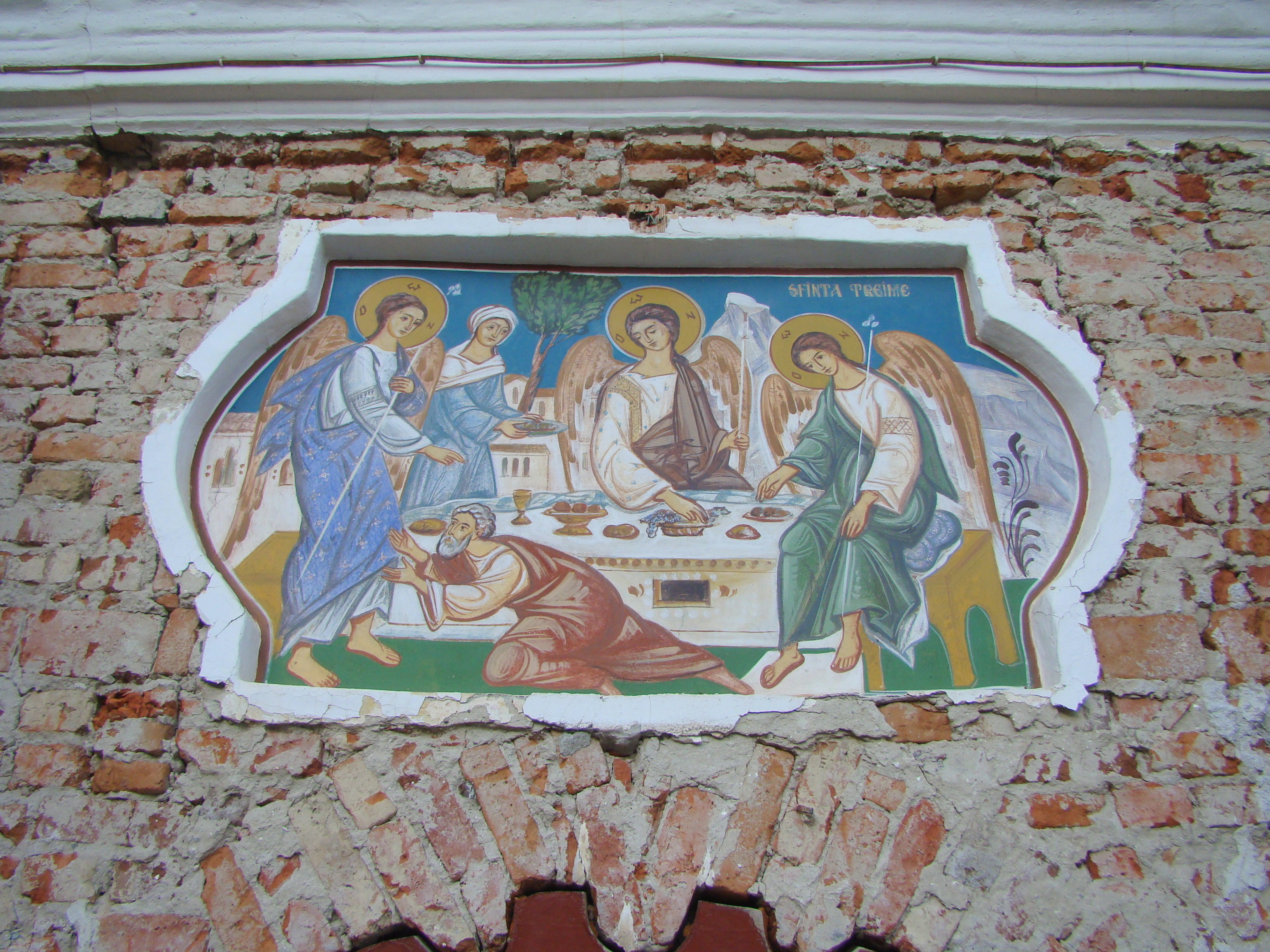
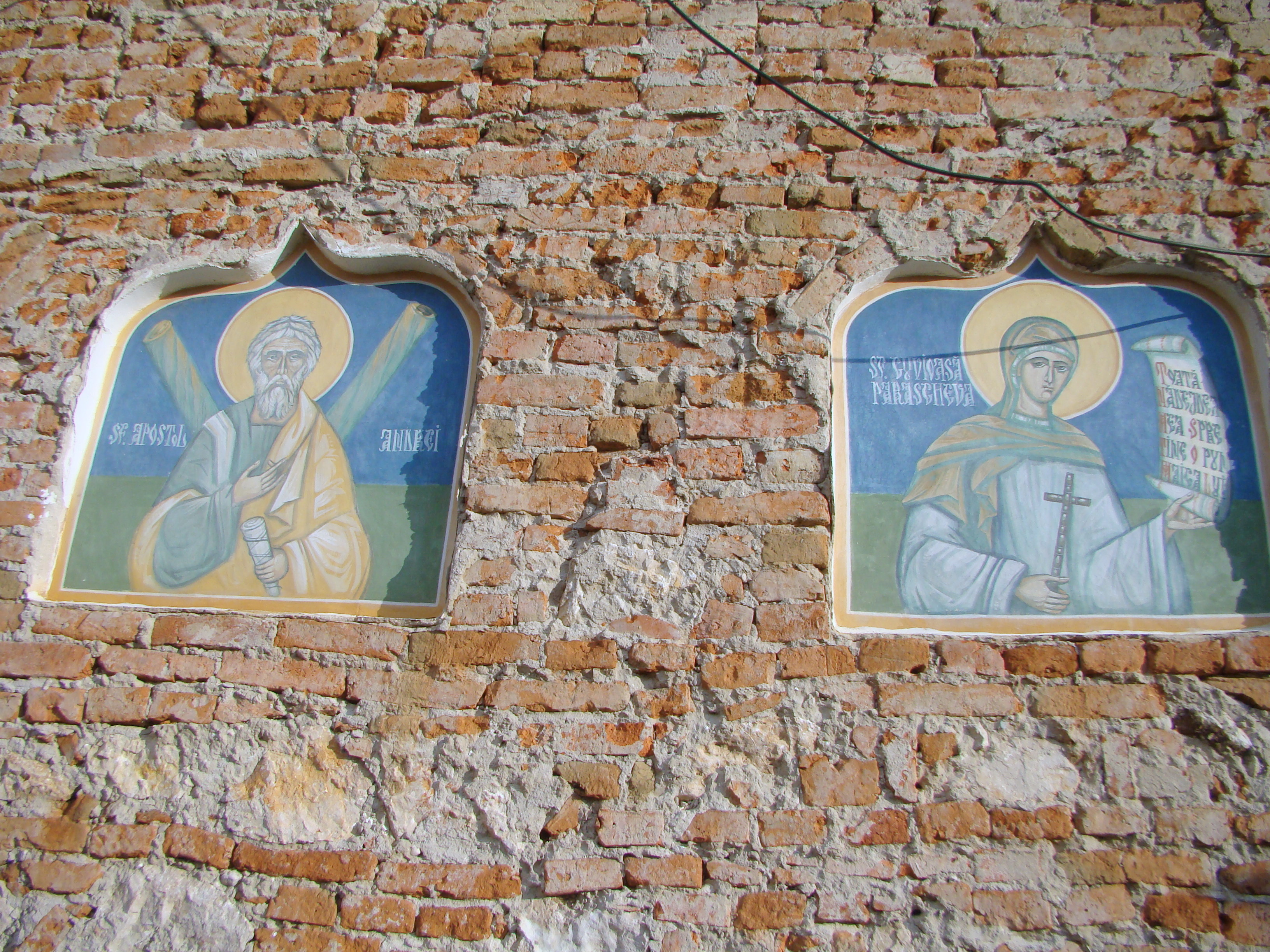
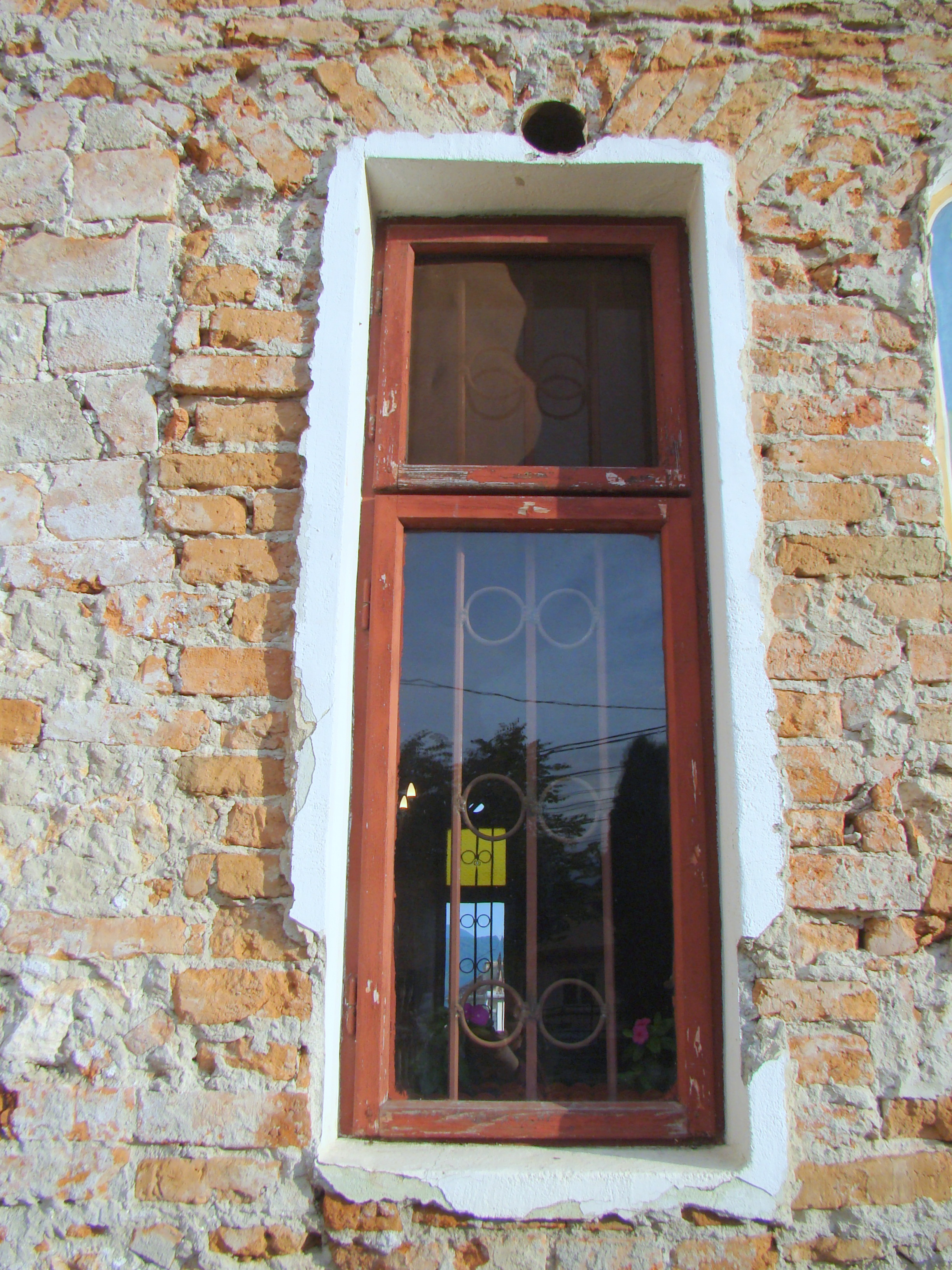
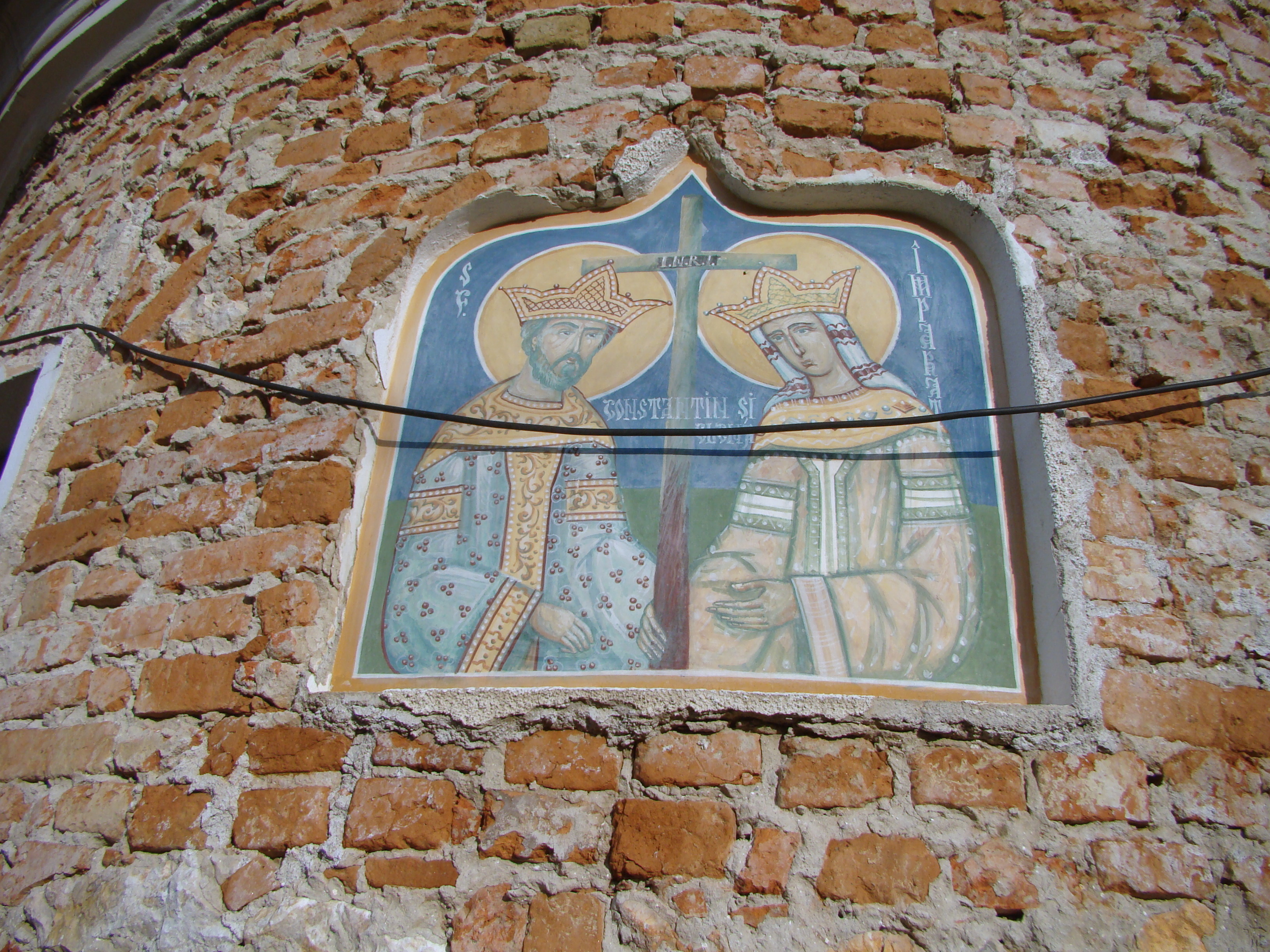
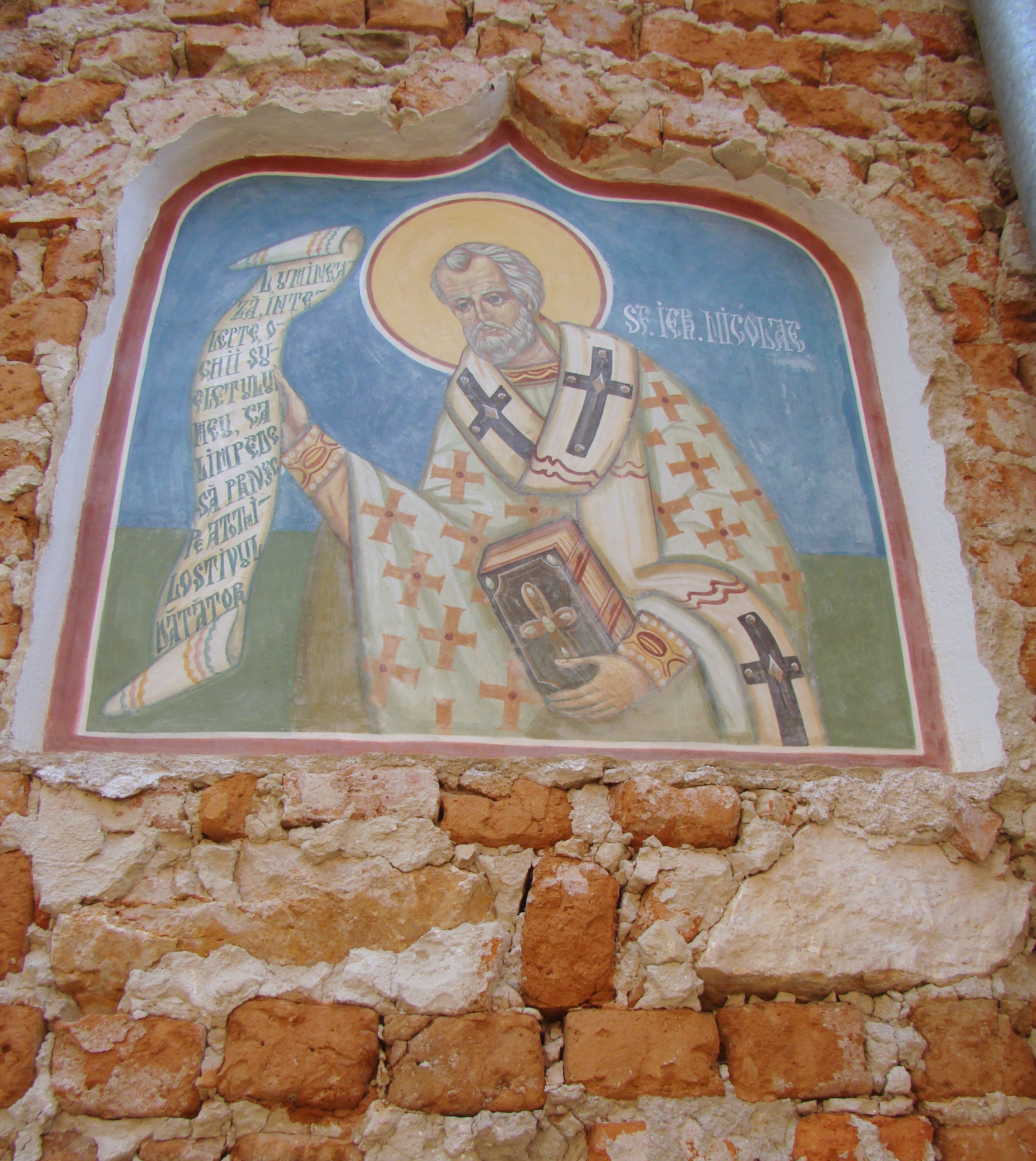
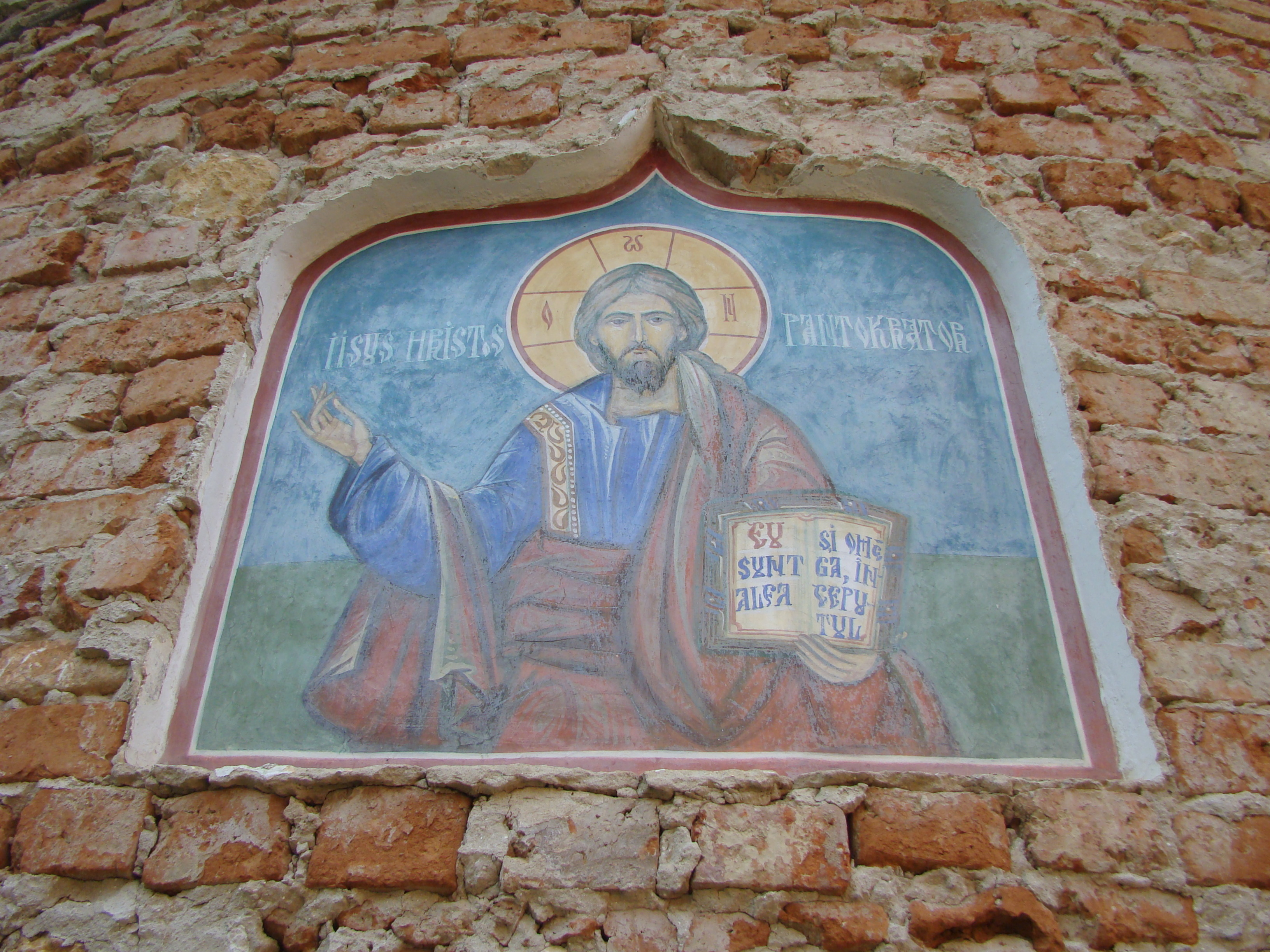
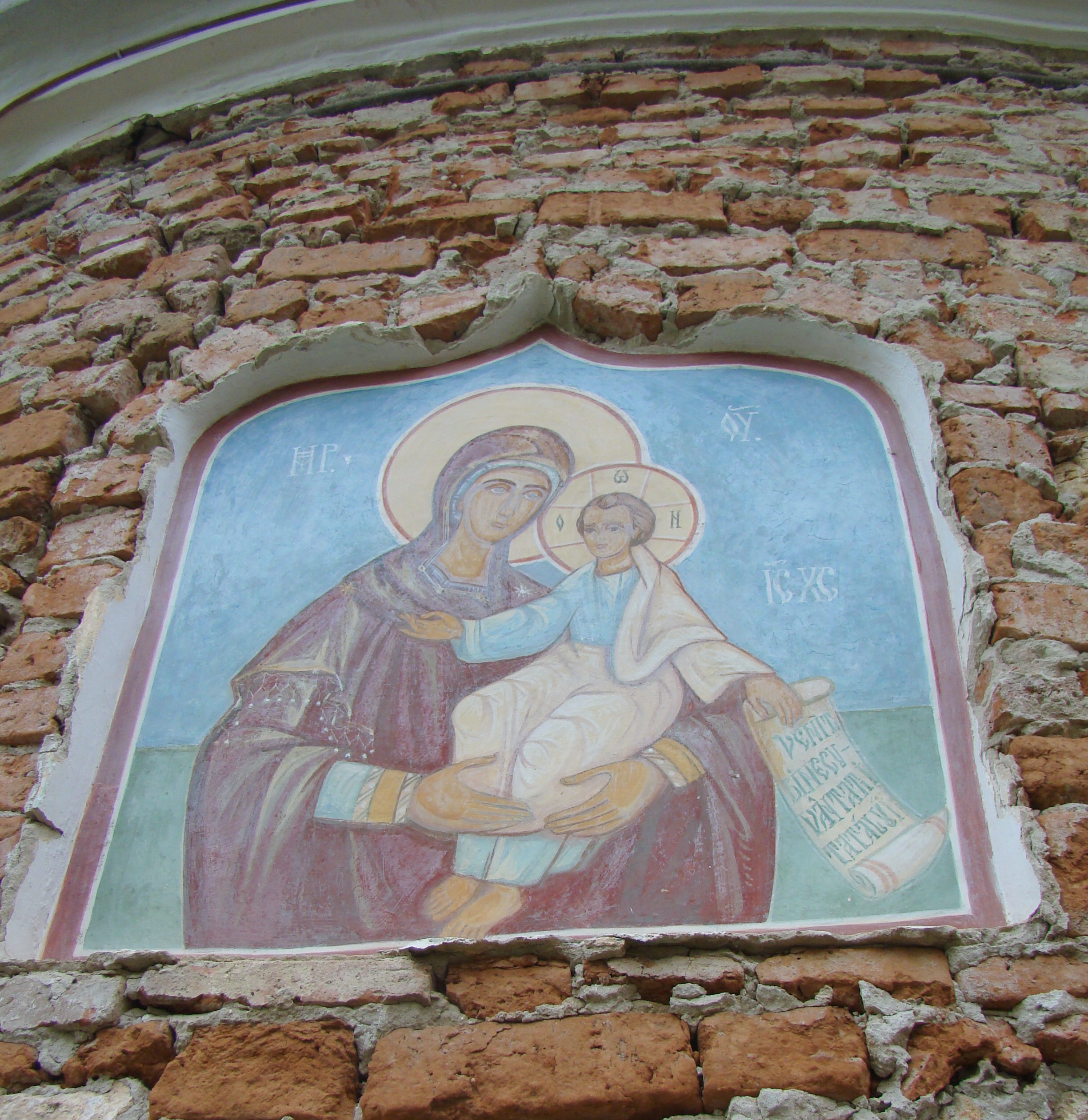
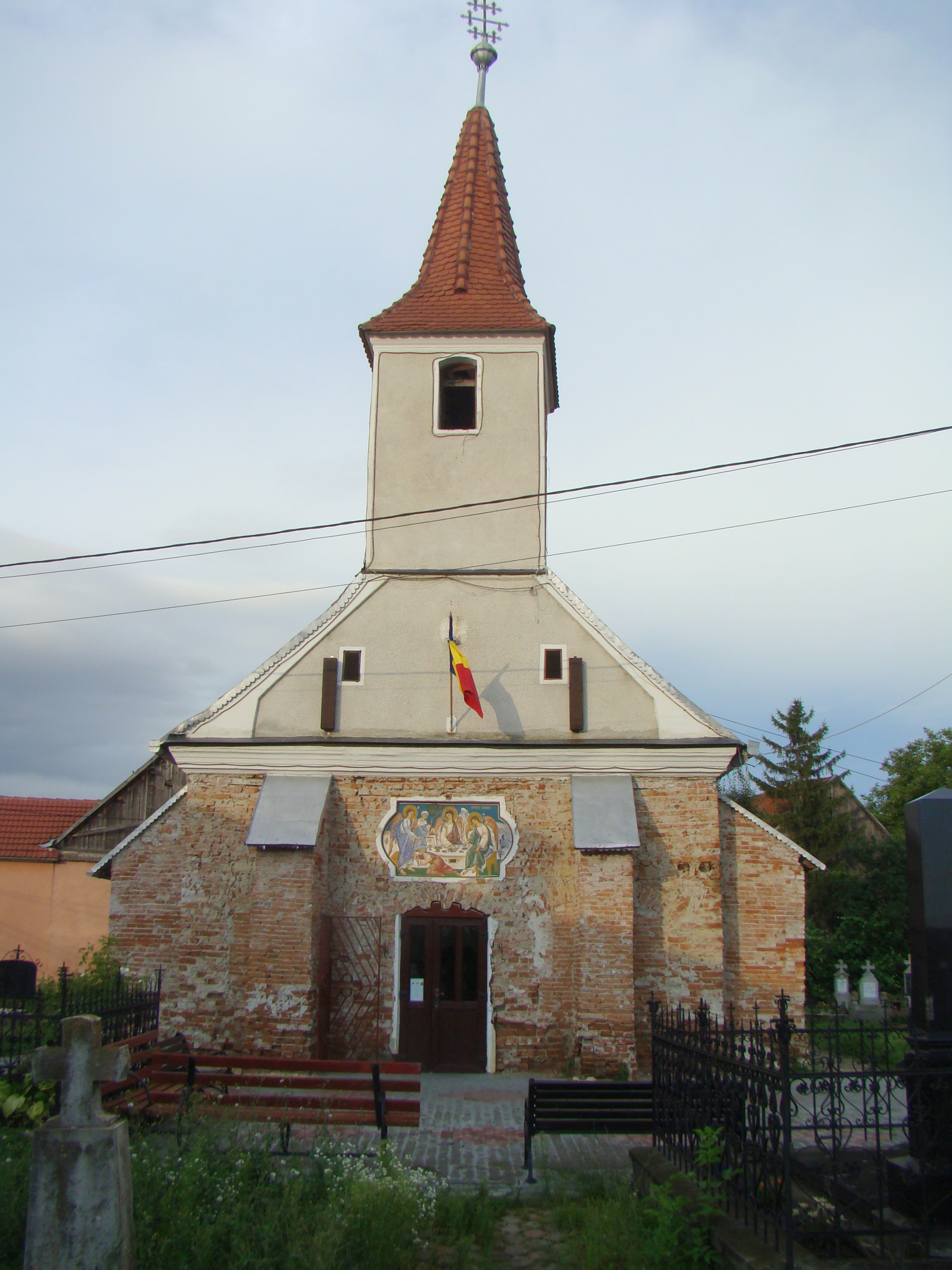
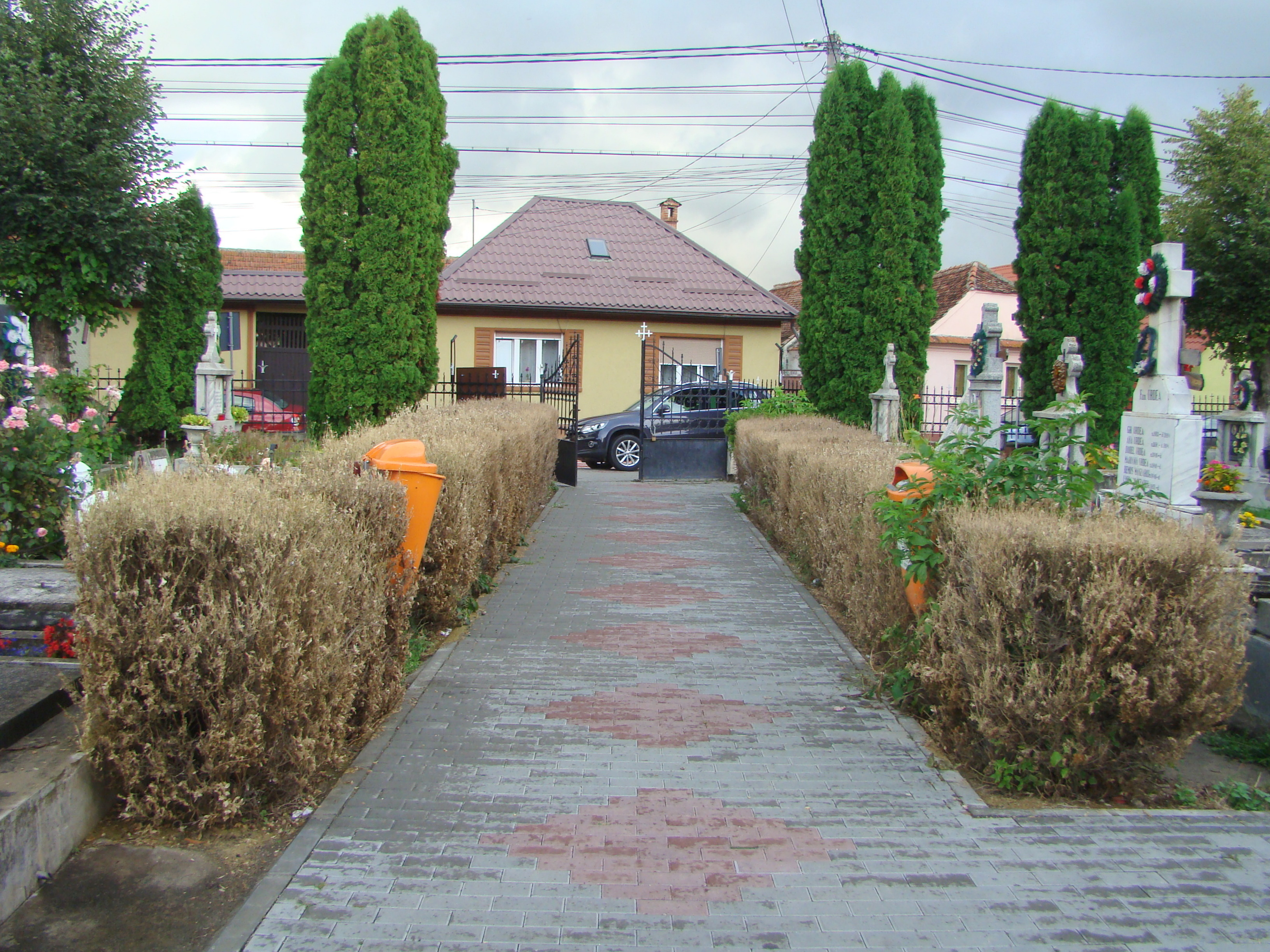